# Frederikke Dannemand

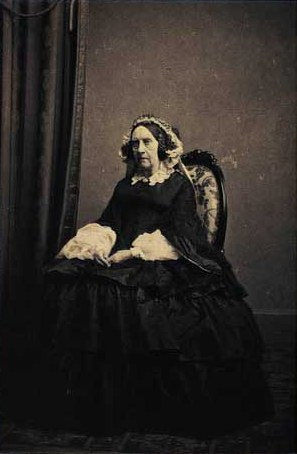
Frederikke Dannemand 1861, ett år innan hon avled.

Frederikke Dannemand, född den 6 augusti 1790, död den 23 december 1862 i Köpenhamn, var den danske kungen Fredrik VI:s älskarinna.
Frederikke Dannemand vars riktiga namn var Bente Mortensdotter Rafsted, var dotter till en brunnsborrare på Holmen i Köpenhamn. Hon var kungens officiella älskarinna från 1808 till hans död 1839. Fredrik VI var den siste danske kung som hade en officiell älskarinna. Deras förhållande varade samtidigt med Fredriks äktenskap med Maria Sofia Fredrika av Hessen-Kassel.
Bente Mortensdotter fick namnet "Fru Dannemand" och bostad i ett hus vid Toldbodgade nära Amalienborg, där Fredrik besökte henne flera kvällar i veckan. Hon var aldrig gift, men hon fick titeln "fru" för att undvika den sociala skam som hon och hennes barn annars skulle utsättas för. Fru Dannemand fick 1829 rangen överstinna och hennes barn upphöjdes till adligt stånd. Sonen Fredrik Vilhelm blev landsgreve till Aastrup på Själland och två döttrar giftes bort med officerare.  
Paret hade dock en schism under några år då de båda hade tillfälliga kärleksaffärer; Fredrik V med en skådespelerska i Wien under året vid Wienkongressen 1814-1815 och Fredrikke födde 1817 ett barn med en annan man. De återförenades 1818.
Frederikke Dannemand vistades inte vid det danska hovet och blev aldrig officiellt presenterad som mätress, men relationen var välkänd i Danmark. Hon möttes till en början av en del ogillande av allmänheten, som dock minskade med åren. Dannemand beskylldes för att påverka monarken i olika utnämningar, men det finns inget som tyder på att detta stämmer eller att hon utövade något som helst politiskt inflytande. Den första gången hon besökte hovet var vid Fredrik VI:s dödsbädd 1839, och även den gången var besöket inofficiellt. 
Frederikke Dannemand var välförsörjd efter Fredriks död, men hade svårigheter att sköta sin ekonomi och begärde 1849 att få sin ekonomi ställd under sanering av andra utan att samtidigt själv ställas under förmynderskap, vilket beviljades.     
I det svenska uppslagsverket Nordisk familjebok från 1906 kallas Fredrikke Dannemand kunungens frilla, ett gammalt nordiskt ord för bihustru.